# Moltsjanovocultuur
De Moltsjanovocultuur (Russisch: Молчановская культура, Moltsjanovskaja koeltoera) was een archeologische cultuur van het einde van de bronstijd en het begin van de ijzertijd in de regio Tomsk - Narym - Ob. Ze behoorde tot de groep van het  kruiskeramiek.

## Geschiedenis van het onderzoek
De cultuur is vernoemd naar het Moltsjanovo-heuvelfort op de Ostjatskaja-berg nabij het dorp Moltsjanovo in het district Moltsjanovo van de oblast Tomsk. Ze werd begin jaren 1960 door Michail Kosarev geïdentificeerd als een aparte cultuur. Moltsjanovo-sites werden voornamelijk geïdentificeerd als onderdeel van meerlaagse heuvelforten en nederzettingen.

## Materiële cultuur
Aardewerk wordt vertegenwoordigd door handgevormd vaatwerk, welk op basis van vorm en decoratie in twee groepen wordt verdeeld. De eerste groep omvat opvallend geprofileerde potten met een gebogen nek en een bol lichaam, dat overgaat in een kleine platte bodem. Het zijoppervlak is versierd met uitgesneden geometrische patronen - driehoeken, ruiten, meanders, gebogen "eendjes", gemaakt met uitgesneden, fijn getande stempels. Dit type aardewerk gaat terug tot de voorafgaande Jelovka- en Laat-Irmen-culturen. De tweede groep omvat minder opvallende potten met een platte bodem, versierd met banden met afdrukken van gladde, licht golvende of kamstempels in de vorm van driehoeken, ruiten en schuine kruisen. Dit aardewerk had geen lokale voorgangers, en er wordt aangenomen dat het vanuit de West-Siberische taiga naar het noorden was gebracht.
Gereedschappen en wapens (schrabbers, pijlpunten) waren voornamelijk van steen. Messen, bijlen en sieraden waren van brons.

## Economie
De basis van de economie was de jacht en de visserij. Rundveehouderij werd voornamelijk in de zuidelijke regio's beoefend.

## Relaties met andere culturen
De Moltsjanovocultuur ontwikkelde zich op basis van het late stadium van de Jelovkacultuur. In de laatste fase van haar ontwikkeling nam de Moltsjanovo-bevolking deel aan de vorming van de Koelajkacultuur.